# باری دیکسون
باری دیکسون (انگلیسی: Barry Dickson؛ زادهٔ ۱۴ اوت ۱۹۶۲) دانشمند در زمینه زیست‌شناسی مولکولی اهل استرالیا است.